# Zilda Arns
Zilda Arns Neumann (Forquilhinha, 25 agosto 1934 – Port-au-Prince, 12 gennaio 2010) è stata un'attivista, medico e missionaria brasiliana, fondatrice e coordinatrice della Pastorale dei Bambini, organizzazione umanitaria cattolica legata alla Conferenza Nazionale dei Vescovi del Brasile.

## Biografia
Tredicesima di 16 fratelli, Zilda nacque a Forquilhinha il 25 agosto 1934.
Era una delle più famose attiviste per i diritti umani del suo paese. Medico pediatra e missionaria laica, aveva 5 figli ed era sorella del cardinale Paulo Evaristo Arns, arcivescovo emerito di San Paolo.
Nel 1983 Zilda Arns aveva fondato la Pastorale dei Bambini. Oggi, con 260.000 volontari, la Pastorale assiste quasi due milioni di bimbi, 95.000 donne incinte in oltre 42.000 comunità in Brasile. Zilda Arns è stata un punto di riferimento per l'America Latina nella lotta contro la denutrizione e la mortalità infantile, due campi nei quali aveva ottenuto risultati eccellenti vantando una riduzione del 60 per cento nel primo caso, del 50 nel secondo.
Tre volte candidata al Premio Nobel per la pace, la Arns ha ricevuto il premio della Pan American Health Organization nel 2002, per il suo impegno umanitario.

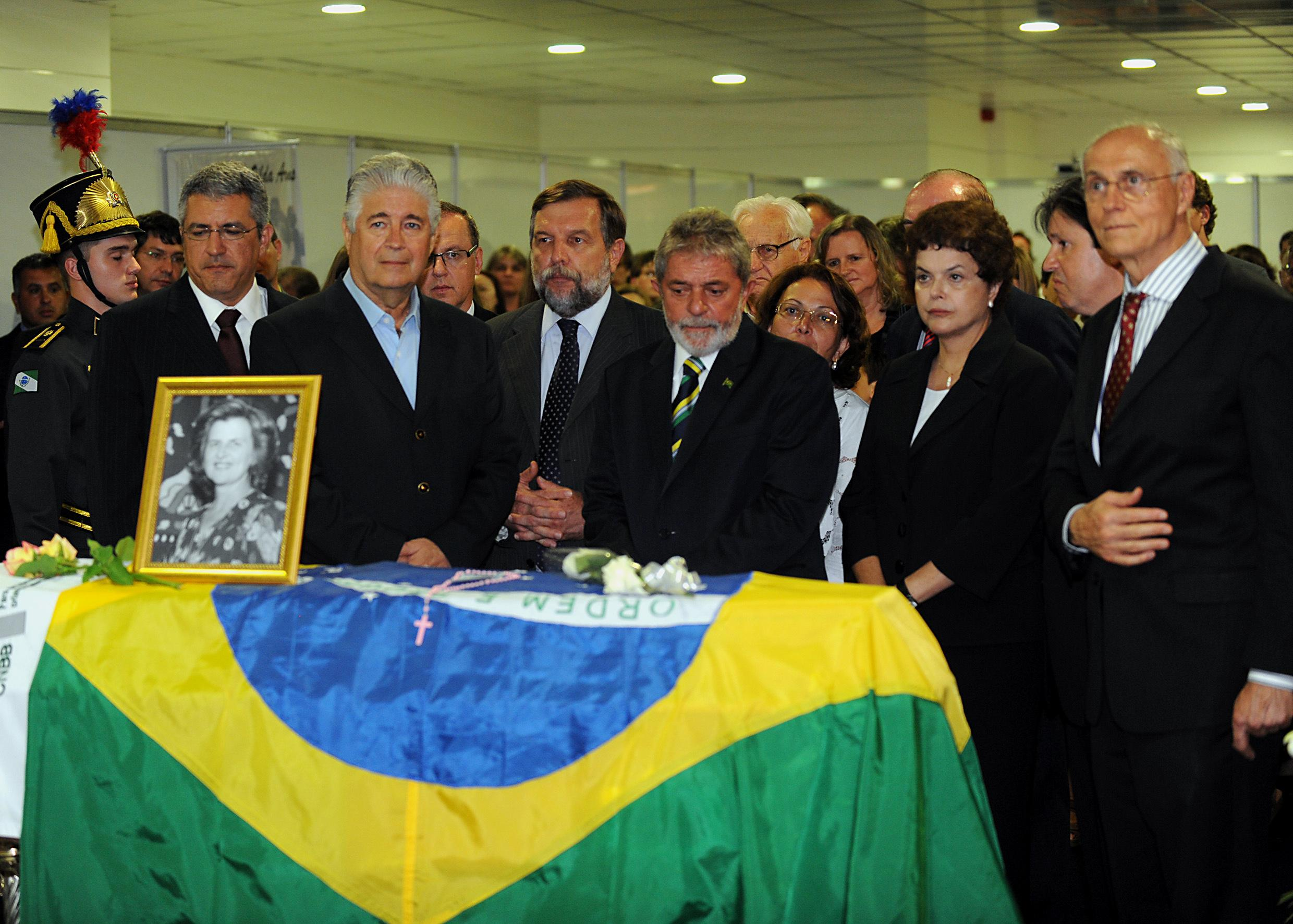
Il presidente brasiliano Lula da Silva ai funerali di Zilda Arns.

Zilda Arns morì sotto le macerie del terremoto del 12 gennaio 2010, dentro la chiesa del Sacro Cuore a Port-au-Prince, dopo aver tenuto una conferenza presenziata da 150 persone. Era arrivata in Haiti una settimana prima per lavorare sul tema della denutrizione.  Secondo il Cardinale Arns, «è morta come avrebbe desiderato: combattendo per la causa cui aveva dedicato tutta la sua vita».

## Premi e onorificenze

### Internazionali
Fra i vari premi internazionali che Zilda ha ricevuto, si ricordano:
- Opus Prize (EUA), 2006;[4]
- Heroína da Saúde Pública das América, (OPAS), 2002;
- Premio Social 2005 da Câmara de Comércio Brasile-Spagna;
- Medaglia Simón Bolívar, 2000;
- Premio Humanitário 1997 Lions Clubs International;
- Premio Internacional OPAS in Amministrazione sanitaria, 1994.
- Premio de Derechos Humanos "Rey de España" dell'Università di Alcalá, 25 gennaio 2005 dalle mani di re Juan Carlos.[5][6][7]

### Nazionali
Gli ultimi premi nazionali cono:
- Medaglia Anita Garibaldi, Stato di Santa Catarina, 2001;
- Commendatore dell'Ordine del Rio Branco, Presidenza della Repubblica Brasiliana, 2001;
- Commendatore dell'Ordine Giudiziario del Lavoro, Tribunale Superiore del Lavoro, 2002;
- Commendatore dell'Ordine al merito medico, Ministero della Salute, 2002;
- Medaglia Mérito Legislativo Câmara dos Deputados, 2002;
- Premio al merito dell'Assemblea Legislativa dello Stato di Santa Catarina, 2001;
- Medaglia Antonieta de Barros, Assemblea Legislativa di Florianópolis;
- Premio de Direitos Humanos 2000 Nazioni Unite – Brasil, 2000;
- Premio USP Direitos Humanos 2000 – Categoria individuale.